# Двадцать шесть и одна
«Двадцать шесть и одна» — рассказ Максима Горького.
Впервые напечатан в журнале «Жизнь» в 1899 году.
В основу рассказа вошли впечатления писателя, связанные с его жизнью в Казани в 1884—1888 годах, где он работал в булочной В. С. Семенова с ноября 1885 года подручным пекаря.
Рассказ «Двадцать шесть и одна» считается новаторским в истории русского социального реализма.

## Сюжет
Двадцать шесть мужчин работают в подвале булочной по шестнадцать часов в день за нищенскую плату.
Они занимаются изготовкой кренделей — самая низкая категория труда в пекарне.
Их единственным кажущимся утешением является шестнадцатилетняя девушка, служанка Таня, которая посещает их каждое утро, чтобы взять кренделей.
Они идеализируют её.
В булочной появляется новый пекарь, бывший солдат.
Хотя у него зарплата лучше, в отличие от всех других, которых они знают, он дружит с рабочими в подвале.
Он хвастается своими успехами с женщинами. В конечном счете спорит с ними, сможет ли соблазнить Таню.
Позже, увидев через щелочку свидание солдата с Таней, пекари окружают Таню и смеются над нею, злорадно ругая ее.
Хотя она очень обижена, она восстанавливает своё хладнокровие и упрекает их.
Впоследствии Таня никогда больше не появляется в пекарне.

## Отзывы
О рассказе благожелательно отзывались А. П. Чехов, Л. Н. Толстой, и другие.

## Экранизация
- По Руси (фильм) — использовал тему из рассказа.